# 4803 Birkle
4803 Birkle este un asteroid din centura principală, descoperit pe 1 decembrie 1989 de Johann Baur.